# トウシューズ

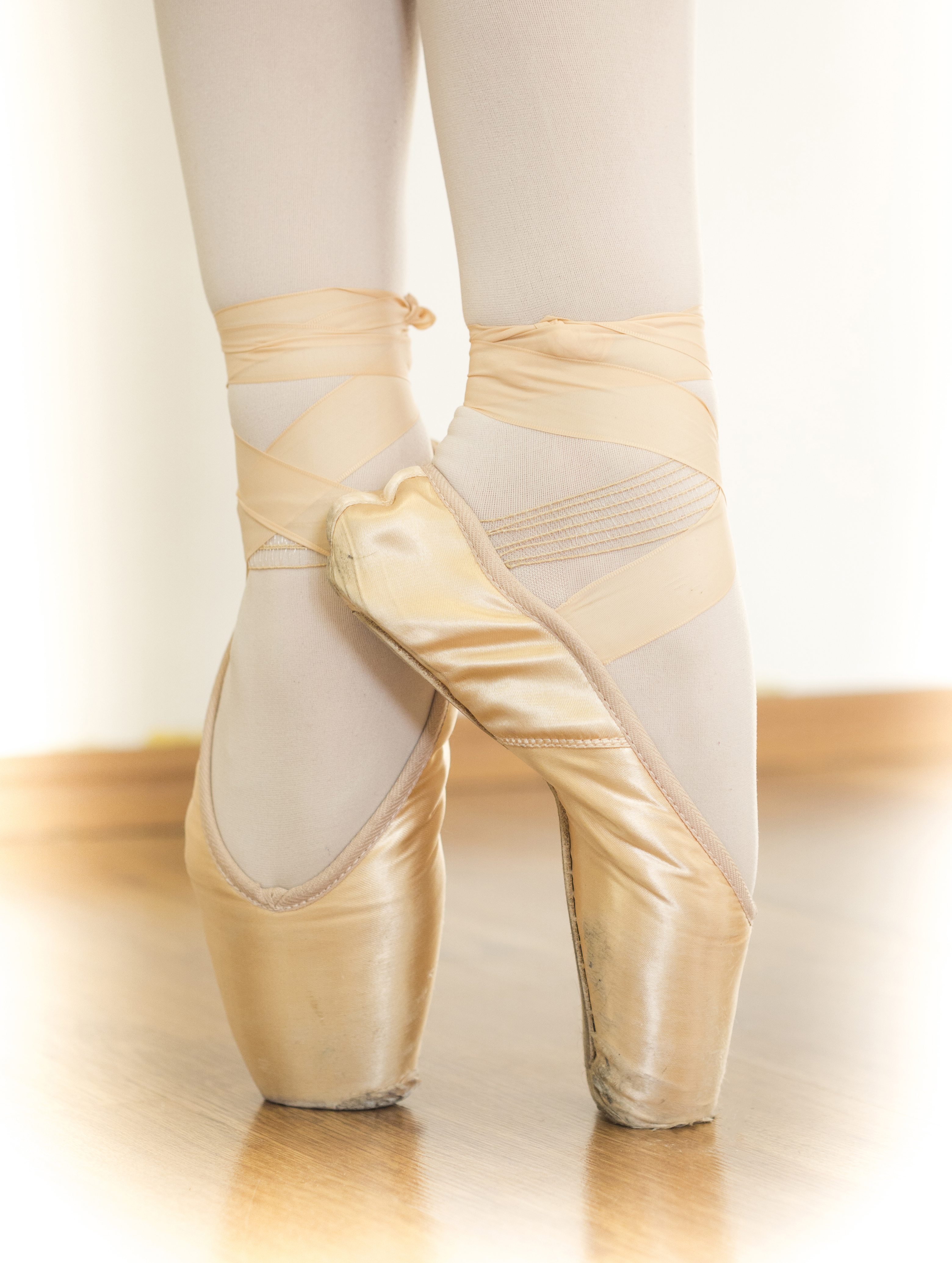
トウシューズ（ポワント）

トウシューズまたはポワント（英: pointe shoes, 仏: pointes）とは、バレエダンサーが用いる靴の一種である。トウシューズは、先端が平らで、足指を入れる部分と靴底が硬くなっているのが特徴である。これを履くことによって、足指をまっすぐに伸ばした爪先立ちの状態で踊ることが可能になる。
なお、「ポワント」（pointe）とは元々フランス語で「先端」の意であり、トウシューズそのものと、トウシューズを履いて爪先立ちをした状態の両方を指す。ポワント技法は、他の舞踊ジャンルには見られない、バレエ独特の技法の一つである。

## トウシューズとバレエシューズ
| トウシューズ |  | バレエシューズ |
| トウシューズ |  | バレエシューズ |

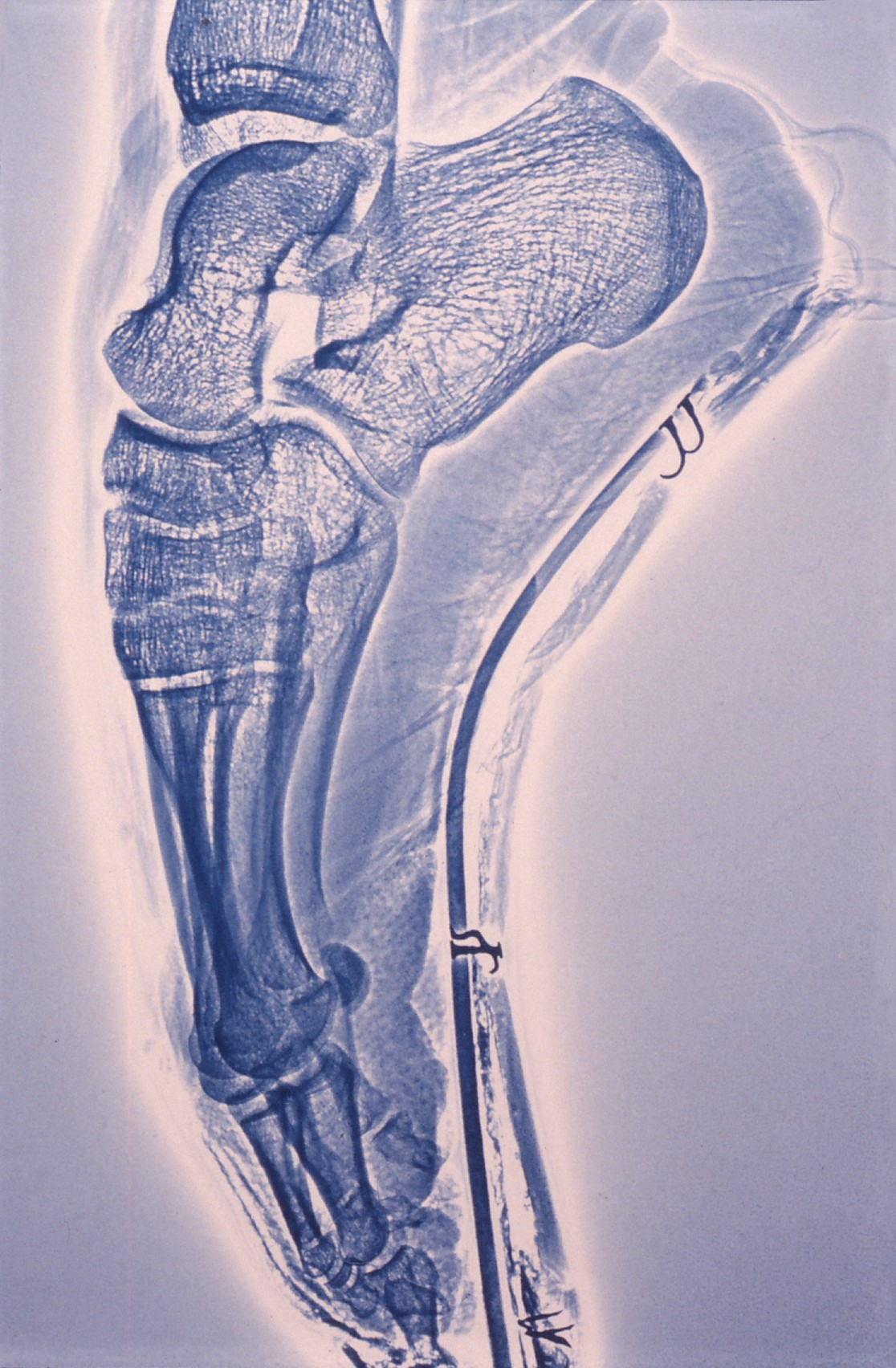
トウシューズで立った足のX線写真

バレエダンサーが用いる靴には、主にトウシューズとバレエシューズの2種類がある。初心者は男女ともにバレエシューズを用いるが、女性はある程度上達するとトウシューズを履いて踊るようになる。トウシューズは伝統的には女性ダンサーのみが使うものであり、男性は基本的にバレエシューズを用いる。
| トウシューズでのポワント  |  | バレエシューズでのドゥミ・ポワント  |
| トウシューズでの ポワント |  | バレエシューズでの ドゥミ・ポワント |

トウシューズとバレエシューズはいずれも布や革などでできているが、トウシューズは足指を入れる部分と靴底が硬くなっており、先端が平らなのが特徴である。トウシューズを履くと、足指が硬い覆いで包まれるとともに、頑丈な靴底によって足裏のアーチが支えられるため、足指をまっすぐに伸ばした状態で足の先端に全体重をかけて立つこと（ポワント）が可能になる。一方、バレエシューズは柔らかいため、爪先立ちをしようとしても、足指の付け根を折り曲げて立つこと（ドゥミ・ポワント）になる。
トウシューズを履くためには、バレエシューズを履くときよりも一層強い足裏の筋力が必要となる。また、ポワントで立つ際は、足にかかる負担を軽減するため、全身の筋肉を使って体全体を上に引き上げておかなければならない。そのため、初心者がトウシューズを履きこなすことは難しく、訓練によって必要な筋力を養ってから履くべきであるとされる。なお、プロの女性ダンサーでも、普段のレッスンはバレエシューズを履いた状態で始め、足裏の筋肉をほぐしたり、体を引き上げたりする訓練を十分に行ってからトウシューズでのレッスンを行う。

## トウシューズの歴史

### 18世紀まで

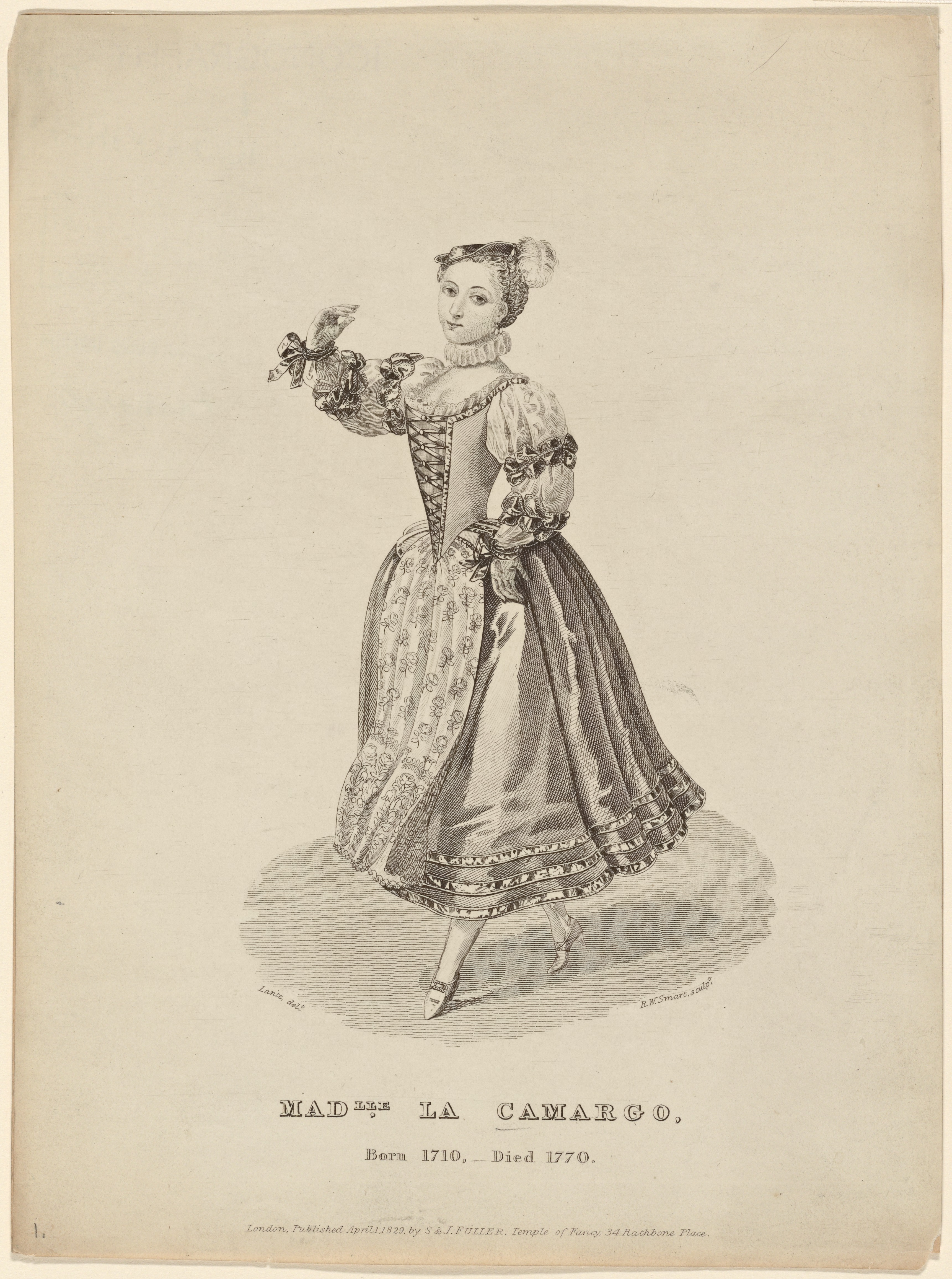
マリー・カマルゴ

今日世界中で知られているバレエの基礎は、17世紀のフランスで築かれた。当初、バレエを踊るのは主に男性のみであったが、17世紀後半からは女性もプロのダンサーとして舞台に立つようになった。当時のバレエダンサーはヒールのついた靴を履いていたが、18世紀前半に活躍したマリー・カマルゴは、自らが得意とする細かい足さばきの技巧を目立たせるため、当時床まであったスカートの丈をくるぶしまで短くするとともに、靴のヒールを極限まで低くしたと言われている。その後、舞踊技術の高度化と共に衣装の簡素化が進んだ結果、18世紀末頃には、現在のバレエシューズに近いような、靴底が平らでヒールのない靴が用いられるようになった。

### 19世紀・トウシューズの誕生
| ファニー・ビアス（1821年） |  | マリー・タリオーニ（1832年） |
| ファニー・ビアス（1821年） |  | マリー・タリオーニ（1832年） |

19世紀に入ると、一部の女性ダンサーが、瞬間的に、またはワイヤーで体を吊ることなどによって、爪先立ち（ポワント）のポーズを披露するようになった。ポワント技法をいつ誰が創始したのかは定かではないが、1810年代から20年代にかけて普及していったと考えられている。例えば、シャルル・ディドロ振付によるバレエ『フロールとゼフィール』（1796年初演）は、ワイヤーで吊るされたダンサーが空中を飛行するという演出を取り入れた作品であるが、本作が1815年にパリ・オペラ座で上演された際、フロール役の女性ダンサーがポワントで立ったのではないかと推測されている。また、1821年に描かれた『フロールとゼフィール』のリトグラフでは、フロール役のファニー・ビアスがポワントで立っている様が描かれている。ただし、この頃のポワント技法は、一部のダンサーが得意とする珍しい曲芸の類に過ぎなかった。
ポワント技法を単なる曲芸から芸術表現へと昇華させたのは、振付家のフィリッポ・タリオーニと、その娘でダンサーのマリー・タリオーニである。ポワント技法の可能性に着目したフィリッポは、その技術を娘のマリーに厳しく教え込んだ。マリーは1827年からパリ・オペラ座の舞台に立つようになったが、その名声を確固たるものにしたのが、フィリッポが振り付けたバレエ『ラ・シルフィード』（1832年初演）であった。マリーは本作で空気の精シルフィードを演じたが、ポワント技法を用いたその踊りは、まるで本当に宙を漂っているかのような印象を観客に与えたという。当時のヨーロッパは、異国や超自然的存在への憧憬を特徴とするロマン主義の影響下にあった。『ラ・シルフィード』は、妖精という非人間的な存在をポワント技法によって表現し、ロマン主義的な主題を描き出すことに成功したのである。
マリー・タリオーニの踊りは女性ダンサーにとっての新たな規範となり、ポワント技法も女性ダンサーの必須技術として広まっていった。ただし、当時のトウシューズは、現在のバレエシューズに似た柔らかいものであった。ダンサーたちは、シューズの先端を糸でかがって補強したり、爪先に綿や布を詰めたりといった工夫を凝らしていたと推測されるが、この頃はまだポワントで長時間静止することはできず、披露できる技の種類も限られていた。

### 19世紀末から現代まで
| ピエリーナ・レニャーニ（1896年） |  | アンナ・パヴロワ（1912年） |
| ピエリーナ・レニャーニ（1896年） |  | アンナ・パヴロワ（1912年） |

その後、バレエの技術的な発展と共に、トウシューズは安定感と強度の高い形状へと変化していった。具体的には、ポワントで立った時に床と接する平らな面（プラットフォーム）が広がり、足指を包む部分（ボックス）も硬くなっていった。例えば、19世紀末にロシアで活躍したピエリーナ・レニャーニは、現代のトウシューズにかなり近い形状の靴を履いている。レニャーニが用いていたトウシューズは、ロシア帝室バレエがイタリアから輸入していたもので、白い子山羊の皮でできており、爪先にはコルクや木屑を固めたものが使われていた。このトウシューズは、1930年代まで使用されていたことが確認されている。アンナ・パヴロワら20世紀初頭前後のダンサーも、同様に頑丈なトウシューズを使用していたが、記録写真においては、爪先が実際よりも細く見えるような画像編集を施している例が多数見受けられる。
1950年頃には、トウシューズの強度は現在とほぼ変わらない程度になった。また、20世紀以降、バレエダンサーが演じる役柄が多様化したことに伴い、ポワント技法による表現の幅も広がっていった。妖精のような浮遊感だけではなく、例えば『ロメオとジュリエット』のような作品ではヒロインの生々しい感情を表現し、ウィリアム・フォーサイスの作品においては床の上に鋭く足先を突き刺す動作がスピード感や不安定感を表すなど、現代ではポワント技法が作品ごとに様々な意味合いで用いられている。

### トウシューズとジェンダー
トウシューズが生まれた19世紀のヨーロッパにおいて、爪先立ちは男性のジェンダーにふさわしくないもの、つまり男らしくないものとみなされたため、ポワント技法は女性だけの技術として広まった。20世紀に作られたバレエの中には、男性がトウシューズを履いて演じる役柄もあるが、それらは主に喜劇的な効果を狙ったものである。例えば、フレデリック・アシュトン振付『夏の夜の夢』のボトム役、ルドルフ・ヌレエフ振付『シンデレラ』の継母役、アレクセイ・ラトマンスキー振付『明るい小川』のバレエダンサー役などは、男性がポワントで踊る珍しい役柄である。また、1974年に設立されたトロカデロ・デ・モンテカルロバレエ団では、男性ダンサーがチュチュとトウシューズを身に着けて女装し、伝統的なバレエ作品のパロディをコミカルに演じる。
しかし近年では、コメディや女装といった枠を超えて男性がトウシューズを用いる事例も出てきている。例えば、2020年にカリフォルニアで設立されたバレエ団であるバレエ22では、ジェンダーに捉われずにトウシューズを履いて踊るという取組を行っている。また2019年には、ロシアのシューズメーカーが、男性専用に設計された初のトウシューズを発売している。

## トウシューズの構造と製造方法

### 各部分の名称と構造

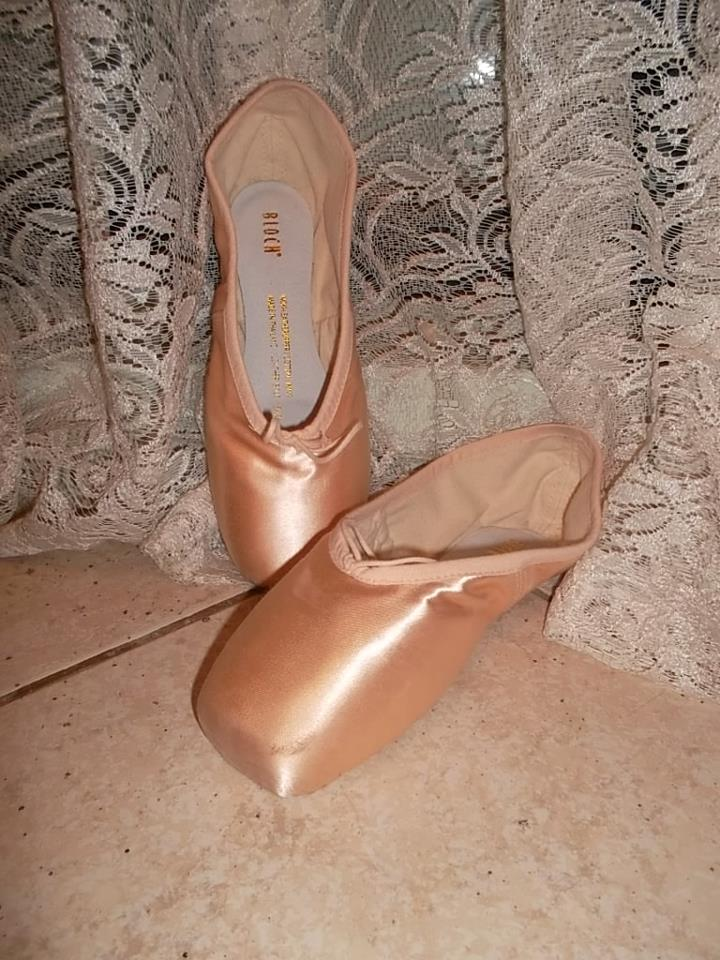
トウシューズ

トウシューズは、布・革・紙などの様々な素材を組み合わせて作られている。足指を入れる部分であるボックスは、何層にも重ねた布地や紙を接着剤で塗り固めることで作られており、とても頑丈である。ボックスの先端の平らな面は、ポワントで立ったときに床と接する部分であり、プラットフォームと呼ばれる。シューズの中底の下には、シャンクと呼ばれる硬く細長い板が入っている。シャンクの素材はメーカーによって異なるが、厚紙や布、革、エラストマーなどでできている。シューズの外底にあたるソールは革製である。シューズの表面は、サテンなどの生地で覆われている。
トウシューズを履くと、硬いボックスとプラットフォームによって足指が保護され、さらにシャンクが足裏のアーチを支えてくれるため、足指をまっすぐに伸ばした状態で足の先端に全体重をかけて立つこと（ポワント）が可能になる。なお、トウシューズには左右の区別がなく、ダンサーによって、左右を決めて履く者もいれば、左右を交換しながら履く者もいる。
- ボックスとプラットフォーム
- シャンク
- ソール

### トウシューズの製造
伝統的なトウシューズは、職人が手作業で製造する。製法はメーカーによって異なるが、その一例を簡単に述べる。
まず、シューズの甲皮（足全体を覆う布）を作るため、表地になるサテンと、裏地になる帆布を裁断して縫い合わせる。次に、足の形をした靴型を用意し、底の部分にソールを置いて鋲で固定する。さらに、靴型に甲皮を被せ（この時、裏地が外側になるように被せる）、爪先の部分に接着剤で麻布や紙を何重にも貼り付ける。接着剤が乾いたら、ソールと甲皮を縫い合わせてシューズを裏返し（この時、サテンの表地が外側になる）、シューズの内側にシャンクと中底を入れる。最後にシューズ全体の形を整えて乾燥させ、品質検査を終えたら完成である。このような伝統的な製造工程のうち、裁断や縫製などは自動化されていることもあるが、多くの工程は現在でも手作業で行われている。ただし、大量生産のために製法を変えているメーカーもある。また、近年ではエラストマーなどの合成素材を使用したトウシューズも作られている。
トウシューズのメーカーは世界各国にあり、例えば、ロシアのグリシコ、イギリスのフリード・オブ・ロンドン、フランスのレペット、アメリカのカペジオ、オーストラリアのブロックなどがある。日本のトウシューズメーカーとしては、チャコット、アビニヨン、シルビア、綜芸、ボンジュバレリーナが挙げられる。

## 使用方法

### 使用前の準備

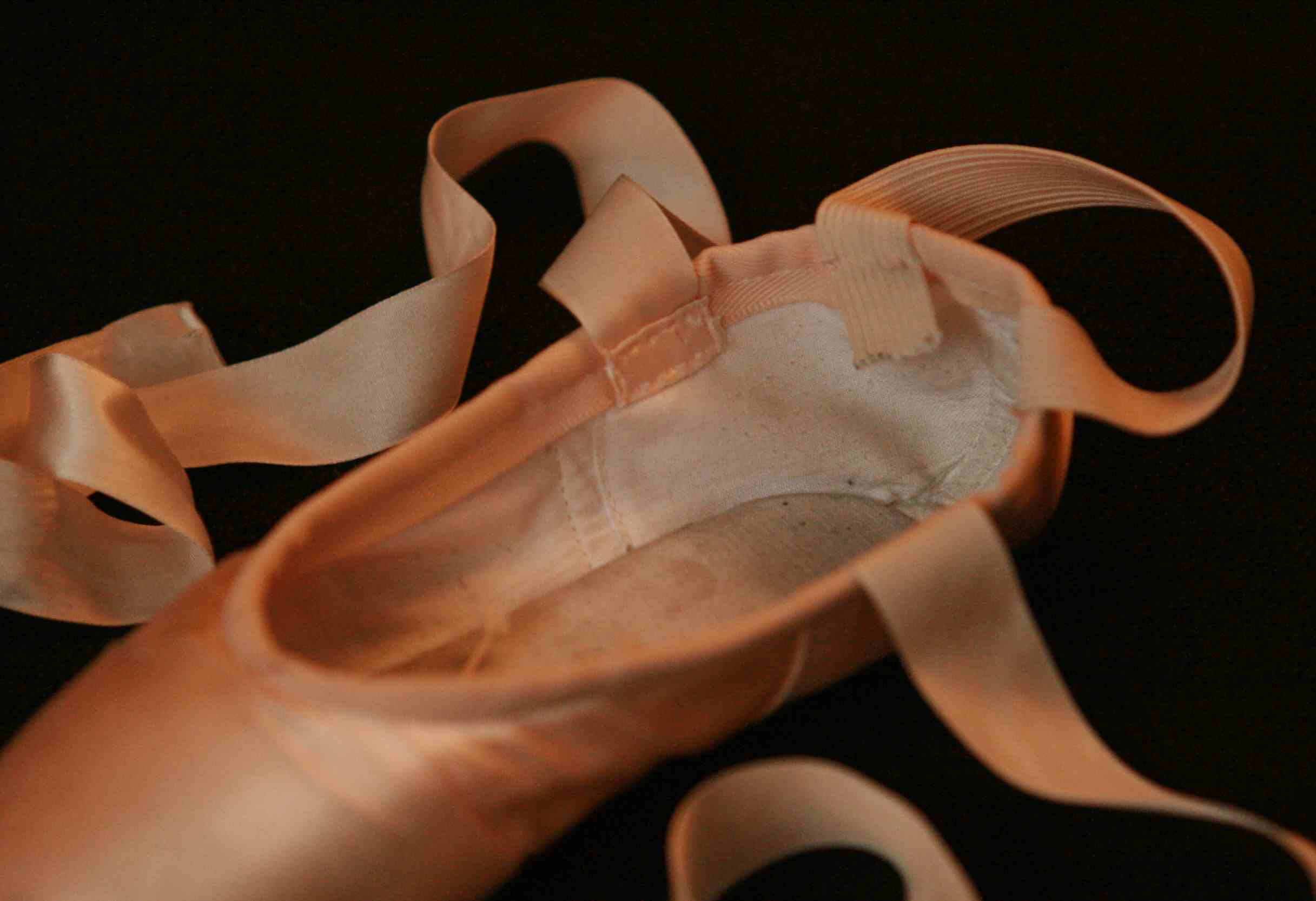
リボンとゴムひもを縫い付けたトウシューズ

トウシューズには様々な種類があり、製品によって、サイズ、幅、ボックスやシャンクの形状や硬さなどが異なる。したがって、購入に当たってはフィッティングを行い、ダンサーの足に合ったものを選ぶ必要がある。
新品のトウシューズを履く前には、いくつかの準備が必要である。まず、足にシューズを固定するためのリボンとゴムひもを縫い付け、シャンクを手で軽く曲げて柔らかくする。さらに、シューズを快適に履くために、ダンサーは様々な加工を行う。加工の内容は人によって異なるが、例えば、シューズを踏んだり叩いたりして柔らかくする、足裏にフィットするようにシャンクの一部を切り取る、シューズを長持ちさせるためにニスや瞬間接着剤を流し込む、プラットフォームの周りを糸でかがる、滑りを防止するためソールに傷をつける、などの加工方法がある。
トウシューズの色は作品によって変わることもあるが、一般的な既製品のシューズは淡いピンク色である。そのため黒人のダンサーは、自分の素肌の色に合ったトウシューズを購入することができず、市販のシューズに自分でファンデーションなどを塗って染め直す必要があった。この作業は長年黒人ダンサーの負担となっていたが、2017年にアメリカのシューズメーカーであるゲイナー・ミンデンがブラウン系のトウシューズを発売し、翌2018年にはイギリスのフリード・オブ・ロンドンもそれに続いた。その後、他の大手シューズメーカーも、多様な肌の色に対応したトウシューズを発売することを次々に表明した。

### 着用時の工夫

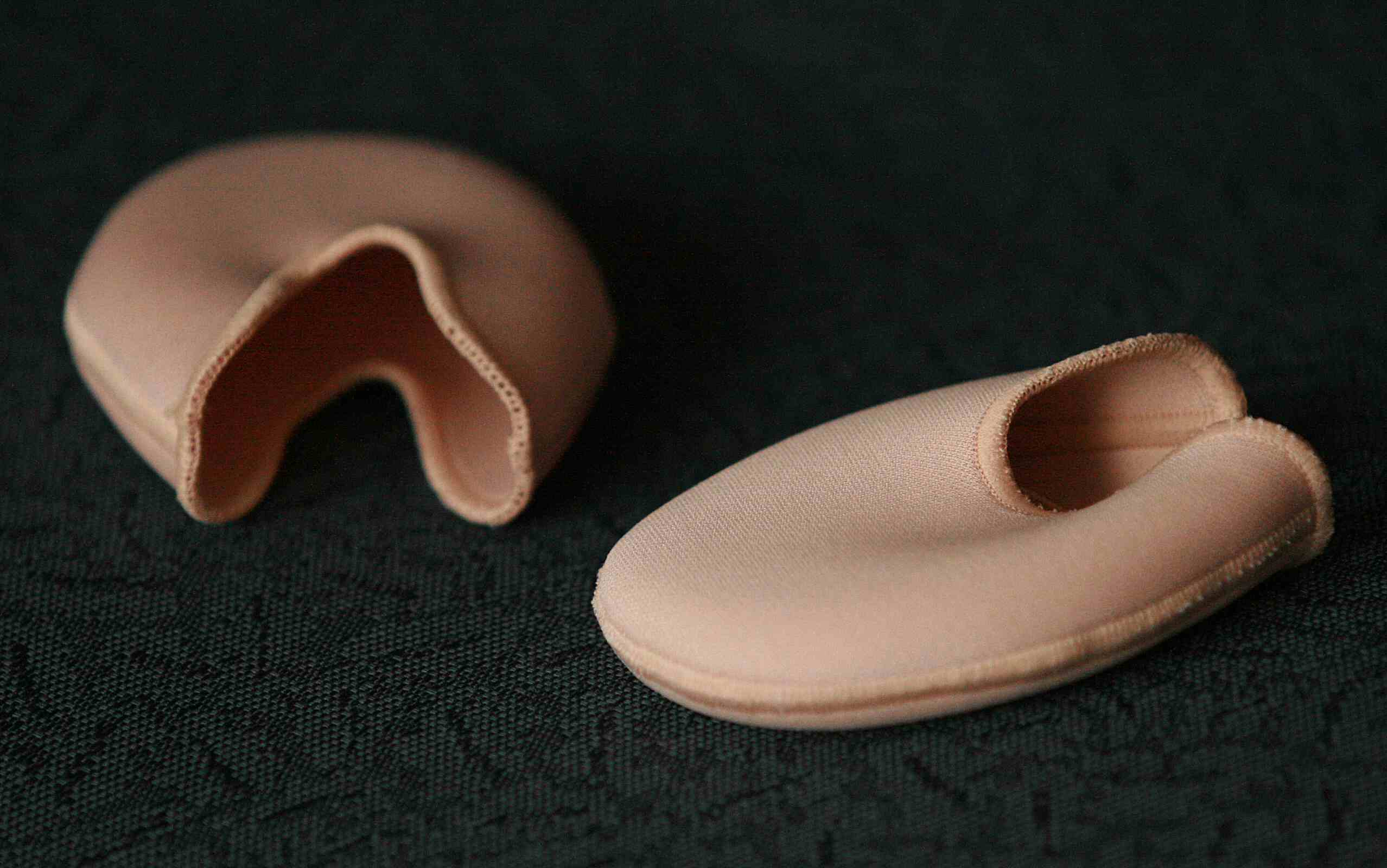
トウパッド

トウシューズを着用する際、ダンサーによっては、トウパッドと呼ばれる専用のクッションを使うことがある。トウパッドは布やジェル、ラバー、シリコンなどでできており、爪先に装着することで床から受ける衝撃を和らげることができる。市販のトウパッドの代わりに、ペーパータオルや古いタイツ、ストッキングなどをシューズに詰めて使うダンサーもいる。また、帝政下のロシアでは、シューズに薄切りの牛肉を詰めていたダンサーもいたと言われている。

### トウシューズの寿命

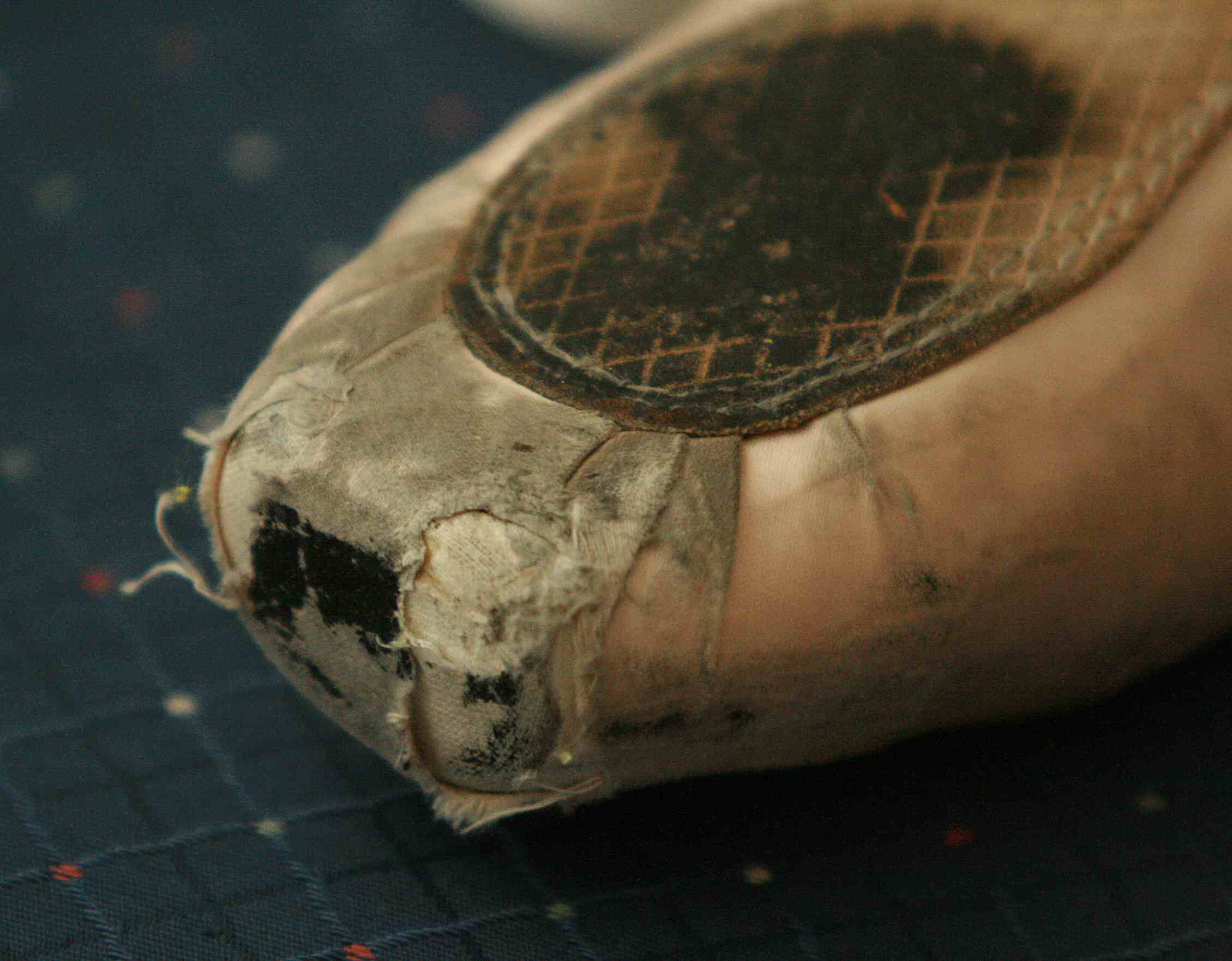
履き古されたトウシューズ

トウシューズは、使用しているうちにだんだん足に馴染むようになるが、しばらくするとボックスやシャンクが柔らかくなって型崩れし、足を支えられなくなってしまう。シューズがこのような状態になることを「つぶれる」という。つぶれたトウシューズは使えないため、新しいものに買い替える必要がある。トウシューズがつぶれるまでの期間には個人差があるが、ダンサーによっては1回の舞台で履きつぶしてしまうこともある。

## ポワント技法

### 基本的な立ち方
ポワントに立つための方法には、ピケ、ルルヴェ、ソテの3種類がある。ピケは、片足を伸ばして直接ポワントに立つ方法である。ルルヴェは、床に足裏をつけた状態から、足指で床を押してかかとを持ち上げ、ドゥミ・ポワント（足指の腹を床につけた状態）を通過してポワントに移行する方法である。ソテは、ジャンプをしてポワントに立つ方法だが、ピケやルルヴェに比べると一般的ではない。
ポワントで安定して立つためは、足の甲を完全に伸ばし、プラットフォーム（シューズの先端の平らな面）をすべて床につけ、爪先と床が直角になるようにする。また、この時、足先のわずかな面積に全体重がかかるので、足への負荷を軽減できるよう、体全体をまっすぐに上方へと引き上げなければならない。

### トウシューズを履くための条件

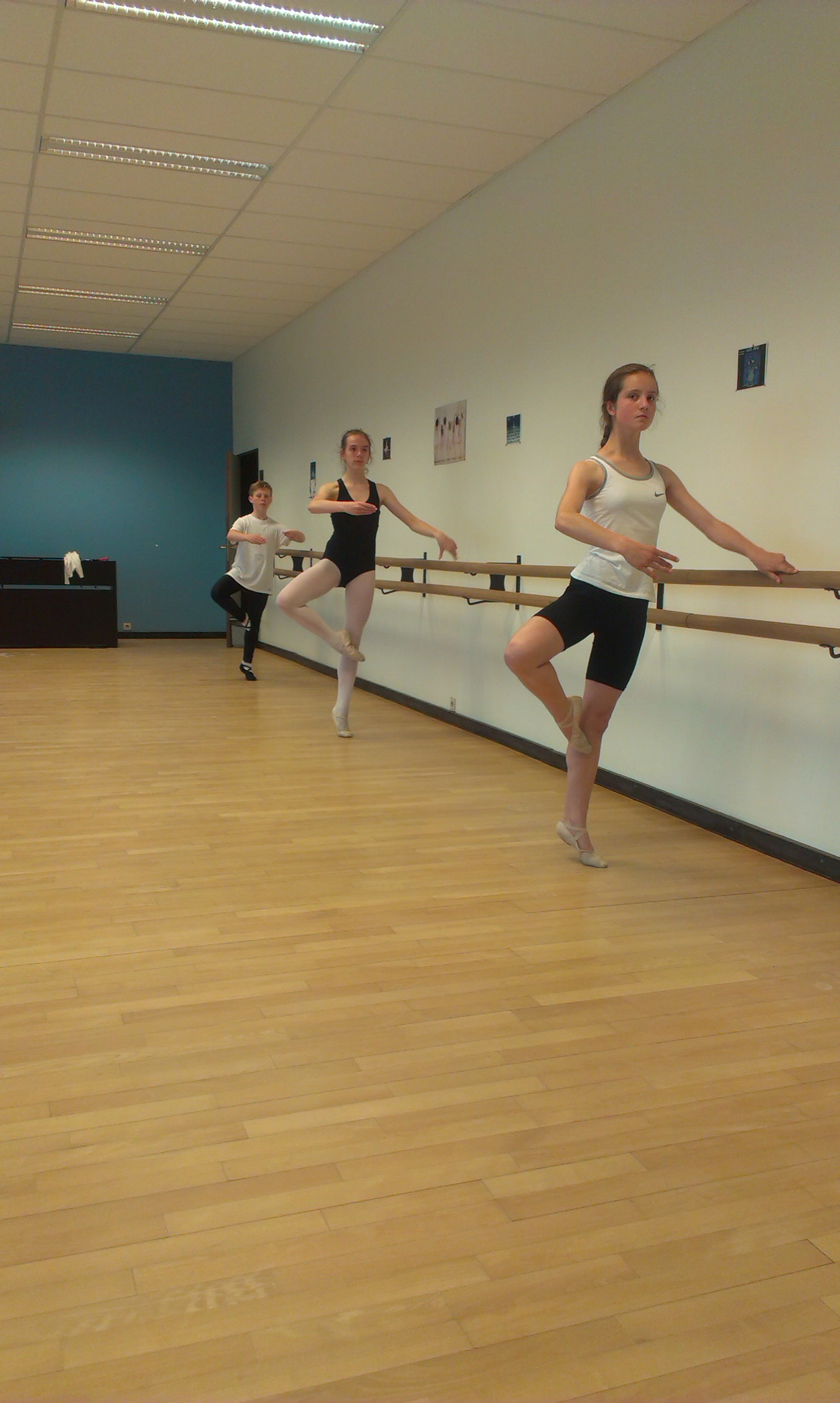
バレエシューズを履き、ドゥミ・ポワントで片足立ちの練習をする子供たち

ポワントで踊れるようになるためには、一定量以上のバレエの訓練を積み、体のバランスを保つための技術（足と足首周りの関節をコントロールできる、股関節を外旋させた姿勢を保つことができる、体幹が強く安定している等）を身に付ける必要がある。具体的には、ドゥミ・ポワントでよろけずに片足立ちができることや、壁につかまらずに正しい姿勢でグラン・プリエ（膝を深く曲げ伸ばす動作）ができることなどが、トウシューズを履くための前提条件となりうる。
また、トウシューズを履くためには、ある程度の年齢に達していることも必要である。人間の骨は、子供のうちは軟骨が多く、成長に従って徐々に固い骨へと完成していく。一般的に、骨は10歳から12歳頃に固まり始めると言われているが、柔らかい状態の骨に外から強い力を加えると変形する可能性があるため、低年齢でトウシューズを履くことは足の成長に悪影響を与える恐れがある。
トウシューズを履いてよいとされる年齢には諸説あるが、一般的には10歳以下で履くのは早すぎると考えられている。例えば、青少年を対象としたバレエコンクールであるユース・アメリカ・グランプリでは、10歳以下でのトウシューズ着用を禁止し、11歳での着用も極力避けるべきであると規定している。他方、ロシアのワガノワ・バレエ学校では、入学試験の段階であらかじめ身体的条件に恵まれた女子を選別していることもあり、生徒は10歳から11歳頃にトウシューズを履き始める。このように、トウシューズを履いてよい時期は、生徒一人一人の身体的条件や訓練内容などによっても異なるため、指導者が様々な条件を考慮して判断する必要がある。

### 怪我や疾患
ポワントで踊ることは足や足首に大きな負担をかけるため、ダンサーは怪我や疾患を抱えるリスクがある。最も起こりやすい疾患は、シューズと足が擦れることなどでできるまめ・たこ・魚の目である。軽度のまめや魚の目は自分で処置することができるが、感染の恐れがある血豆や、症状の進んだ魚の目は、医療機関で治療することが望ましい。その他のよくある怪我や疾患としては、巻き爪などが原因で起こる爪周りの炎症、爪の下に血が溜まる爪下血腫、外反母趾、捻挫などが挙げられ、いずれも医療機関で適切な処置を受けることが必要である。